# 藤原有穂
藤原 有穂（ふじわら の ありほ）は、平安時代前期の公卿。藤原北家末茂流、備前守・藤原直道の長男。官位は従三位・中納言。

## 経歴
清和朝では六位蔵人として天皇に近侍する一方、主蔵正次いで春宮少進として皇太子・貞明親王にも仕えた。貞観19年（877年）貞明親王の即位（陽成天皇）に伴い従五位下に叙爵する。陽成朝でも五位蔵人を務める傍らで、侍従次いで右衛門権佐を兼ね引き続き天皇の身近に仕えるものの、40歳代半ばにして依然として位階は従五位下に留まるなど、昇進ははかばかしくなかった。
しかし、元慶8年（884年）2月に従兄弟にあたる光孝天皇の即位に伴い従五位上に叙せられると、同年11月には正五位上と続けて昇叙される。のち、中弁に左少将と文武の要職を兼ね、仁和2年（886年）蔵人頭、翌仁和3年（887年）従四位下に叙任されるなど急速に昇進を果たした。
同年8月光孝天皇の崩御に伴い蔵人頭を辞任するが、宇多朝に入っても昇進を続け、寛平4年（892年）従四位上、翌寛平5年（893年）には参議に叙任され公卿に列した。議政官として長く中宮大夫を兼ねて宇多天皇の母である班子女王に仕えたほか、治部卿・民部卿も兼帯した。醍醐朝の延喜2年（902年）従三位・中納言に至り、延喜格式の編纂にも参画している。
延喜7年（908年）12月21日薨去。享年71。最終官位は中納言従三位行民部卿兼春宮大夫。

## 官歴
注記のないものは『日本三代実録』による。
- 貞観11年（869年） 3月4日：主蔵正[1]
- 貞観12年（870年） 正月25日：讃岐権掾[1]
- 貞観16年（874年） 日付不詳：春宮少進（于時蔵人、春宮・貞明親王）[1]
- 貞観18年（876年） 12月27日[2]：内蔵権助[1]
- 時期不詳：正六位上
- 貞観19年（877年） 正月3日：従五位下
- 元慶元年（877年） 4月19日：禁色[1]。10月18日：侍従[1]
- 元慶2年（878年） 2月15日：右衛門権佐
- 元慶8年（884年） 2月23日：従五位上。3月9日：兼備前権介。3月11日：禁色衣服[1]。11月25日：正五位下
- 元慶9年（885年） 正月16日：左近衛少将、備前権介如故
- 仁和2年（886年） 2月21日：右中弁、余官如元。6月19日：左中弁、少将権介如元。8月：兼蔵人頭[3]
- 仁和3年（887年） 正月7日：従四位下。正月11日：中宮大夫（中宮・班子女王）[1]。8月20日：止頭（天皇昇霞）[3]
- 寛平3年（891年） 4月11日：右大弁[1]
- 寛平4年（892年） 3月14日：従四位上[1]
- 寛平5年（893年） 2月16日：参議、大夫如元、止右大弁[1]
- 寛平6年（894年） 正月15日：兼河内権守[1]
- 寛平7年（895年） 正月11日：兼備前守[1]
- 寛平9年（897年） 5月25日：兼治部卿[1]。12月23日[4]：正四位下[1]
- 昌泰3年（900年） 12月5日：兼備前権守[1]
- 延喜2年（902年） 正月26日：従三位、中納言[1]。2月23日：兼民部卿[1]
- 延喜6年（906年） 9月17日：兼春宮大夫（春宮・保明親王）[1]
- 延喜7年（908年） 12月21日：薨去（中納言従三位行民部卿兼春宮大夫）

## 系譜
『尊卑分脈』による。
- 父：藤原直道
- 母：藤原継雄の娘
- 妻：安部興武の娘
  - 男子：藤原俊蔭
- 生母不詳の子女
  - 男子：藤原俊代
  - 男子：藤原俊胤
  - 男子：藤原俊房
  - 男子：藤原俊方
  - 男子：藤原俊平
  - 男子：藤原俊連
  - 男子：藤原俊風
  - 男子：藤原俊保
  - 男子：藤原俊輔
  - 男子：藤原俊信